# فرقة المشاة الثانية (الفيرماخت)
فرقة المشاة الثانية فرقة مشاة لألمانيا النازية تم إنشاؤها من مكونات فرقة الرايخويهرالثانية القديمة في عام 1934. تم ترقيتها إلى فرقة المشاة الآلية الثانية في عام 1937 ، وقاتل تحت هذا الاسم في فيلق هاينز جوديريان XIX خلال غزو بولندا عام 1939، أولاً في الممر البولندي للوصول إلى شرق بروسيا ثم كدعم للهجوم على بريست ليتوفسك. ثم تم نقلها إلى الغرب، حيث شاركت في معركة فرنسا عام 1940.
في أكتوبر 1940، أعيد تنظيم الفرقة باعتباره قسم بانزر الثاني عشر.

## القادة
- بول بدر، 1 أبريل 1937
- جوزيف هاربي، 5 أكتوبر 1940